# Pickford's House Museum

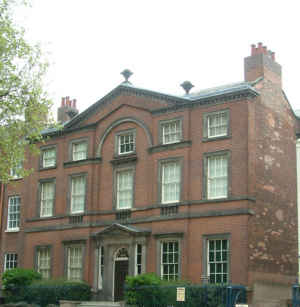

Pickford's House Museum är ett museum i Derby, England. Byggnaden uppfördes av arkitekten Joseph Pickford som byggde den åt sin familj år 1770.
De georgianska hus som är tillgängliga för allmänheten är herrgården med den stora festsalen och svepande trappor med dyra möbler och tavlor. I Pickfords House får man se medelklassens historia, boende och inredningar. Hur servicepersonalen levde på 1830-talets illustreras i köket, grovköket, källaren och i skafferiet. På den mellersta våningen har man återskapat sovrummet och omklädningsrummet som det såg ut år 1815. Besökare kan se de två sidorna av livet i ett Pickfordhushåll, komforten i familjerummen som kontrasterar mot levnads- och arbetsvillkor för de anställda.
Utanför museet finns även en trädgård och en trädgård med olika doftande växter.